# Kallima ramsayi
Kallima ramsayi är en fjärilsart som beskrevs av Moore 1879. Kallima ramsayi ingår i släktet Kallima och familjen praktfjärilar. Inga underarter finns listade i Catalogue of Life.